# Max Wolff Filho
Max Wolff Filho (Rio Negro, 29 de julho de 1911 – Montese, 12 de abril de 1945) foi um militar brasileiro. Participou da Força Expedicionária Brasileira (FEB) na frente de combate italiana durante a Segunda Guerra Mundial.

## Vida militar
Filho de pai alemão, Wolff alistou-se em Curitiba, aos 18 anos, no 15º Batalhão de Caçadores (unidade extinta cujas instalações são hoje ocupadas pelo 20º Batalhão de Infantaria Blindado Sargento Max Wolff Filho - 20º BIB), em Curitiba. Na década de 1930 mudou-se com a família para a cidade do Rio de Janeiro, então capital federal (DF), e ingressou em sua Polícia Militar na qual permaneceu por uma década. Wolff participou da Revolução de 1930 e da Revolução Constitucionalista de 1932, ao lado das tropas federais.
No ano de 1944, alistou-se voluntariamente na Força Expedicionária Brasileira, compondo os quadros da então 1ª Companhia do 11º Regimento de Infantaria (11º RI), em São João del-Rei (MG).

### Campanha na Itália
Max desembarcou na Itália em setembro de 1944 como sargento da FEB e liderou mais de 30 patrulhas em áreas de batalha.

### Última missão
No dia 12 de abril de 1945, o 11º RI recebeu a missão de reconhecimento em Monteforte e Riva di Biscia (na região de Montese), a denominada "terra de ninguém". O sargento Wolff foi voluntário para comandar a patrulha de reconhecimento, que foi constituída por 19 militares que haviam se destacado por competência e bravura em outros combates. Nessa missão, foi fatalmente atingido por uma rajada de metralhadora alemã, que o atingiu na altura do peito.
Neste dia e por causa do fogo inimigo, não foi possível recuperar o seu corpo e quando foi possível retornar ao local, seus restos mortais não estavam mais lá, portanto, seu corpo nunca foi recuperado. Supostamente, foi enterrado numa vala comum pelo inimigo.

## Reconhecimento

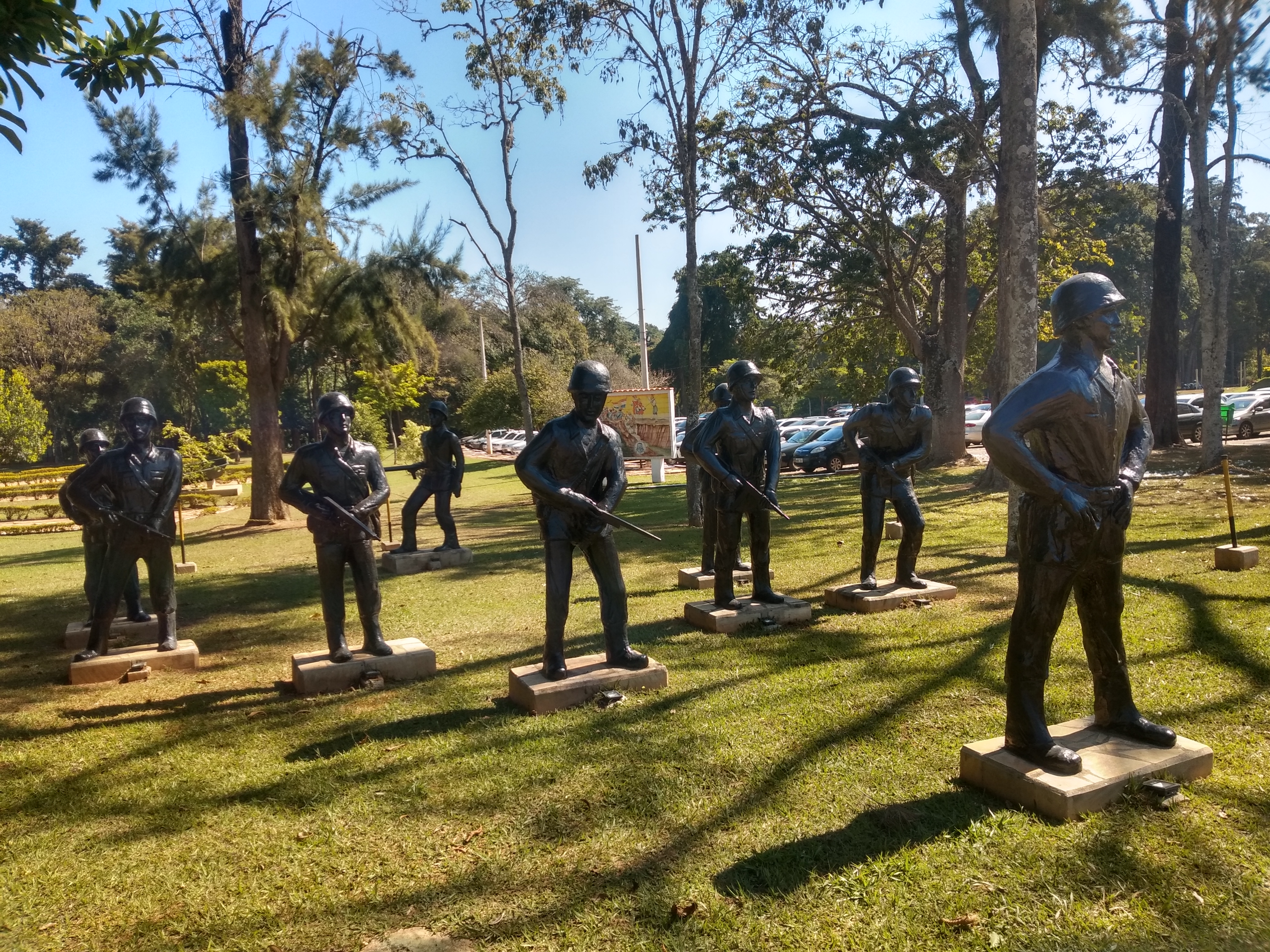
Monumento "A Patrulha do Sargento Max Wolff Filho" na Escola de Sargentos das Armas (ESA).

- Monumento "A Patrulha do Sargento Max Wolff Filho" na Escola de Sargentos das Armas (ESA).Em sua homenagem, a Escola de Sargentos das Armas (ESA) leva seu nome como patrono.[5]
- Em 2010, foi criada a medalha Sargento Max Wolff Filho, pelo Decreto nº 7118.[6] Tal medalha é conferida a subtenentes e sargentos do Exército brasileiro, em reconhecimento à dedicação e interesse pelo aprimoramento profissional, que efetivamente se tenham destacado no seu desempenho profissional, evidenciando características e atitudes inerentes ao 2º Sargento Max Wolff Filho.
- Em São Paulo, a Escola Municipal de Educação Infantil (EMEI) Max Wolff Filho, Sgt. também leva o seu nome.[nota 1][8][9]
- O 20º Batalhão de Infantaria Blindado (20º BIB), em Curitiba-PR, tem a denominação histórica de "Batalhão Sargento Max Wolff Filho".

## Condecorações
O sargento Max Wolff mantinha uma série disciplina e competência militares destacando-se por liderar patrulhas de reconhecimento e por não deixar para trás os feridos, além de ser muito popular entre colegas da FEB e do V Exército dos Estados Unidos. Por estes ações na Segunda Guerra Mundial, ganhou múltiplas condecorações de guerra.
Foi agraciado postumamente com as medalhas de Campanha, de Sangue e da Cruz de Combate de 1ª classe, do Brasil; e com a medalha Bronze Star, dos Estados Unidos da América, entre outras condecorações:
- Cruz de Combate, 1ª classe
- Medalha Sangue do Brasil
- Medalha de Campanha
- Estrela de Bronze (Estados Unidos)

## Documentos históricos

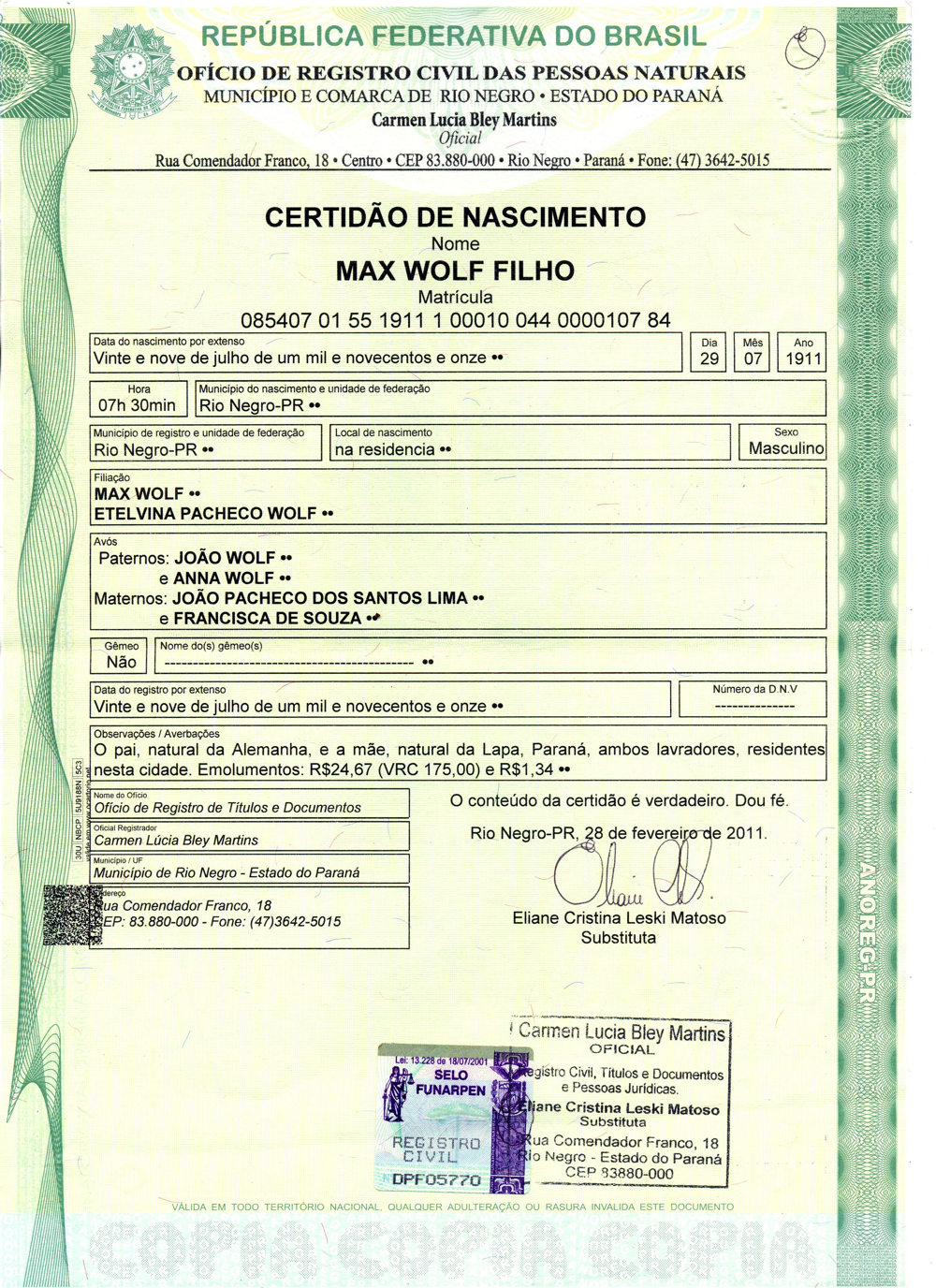
Certidão de Nascimento do Sgt Max Wolff Filho
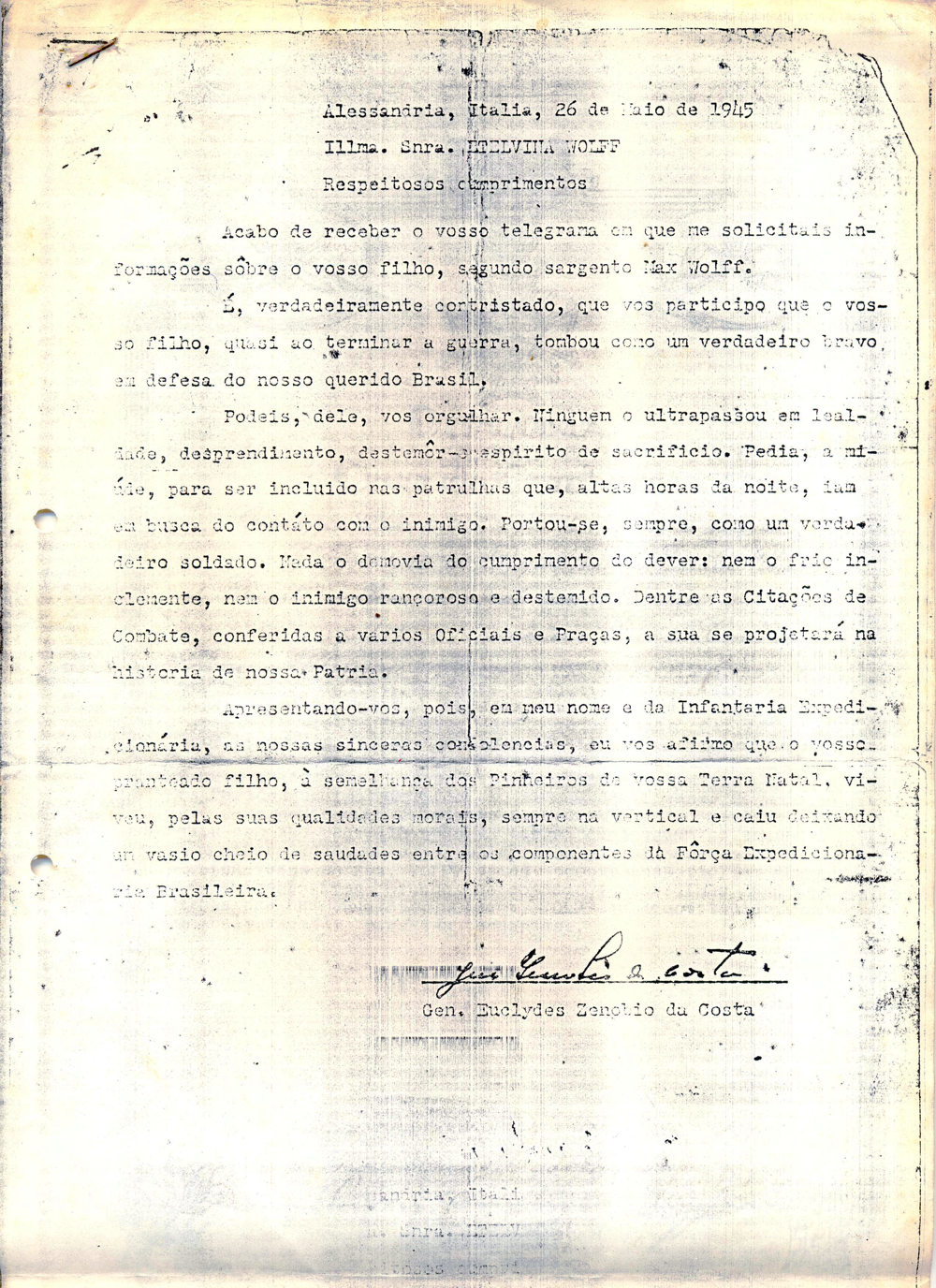
Carta comunicando a morte em combate do Sgt Max Wolff Filho
- Parte de Combate: Ação de Patrulha do I/11º RI, do Major Manoel Rodrigues de Carvalho Lisboa